# 東秘魯 (愛荷華州)
東秘魯（英語：East Peru）是一個位於美國愛荷華州麥迪遜縣的城市。

## 地理
東秘魯的座標為41°13′38″N 93°55′31″W / 41.22722°N 93.92528°W，而該地的平均海拔高度為292米（即958英尺）。

## 人口
根據2010年美國人口普查的數據，東秘魯的面積為2.43平方千米，當中陸地面積為2.43平方千米，而水域面積為0.00平方千米。當地共有人口125人，而人口密度為每平方千米51人。